# Daniel Wall
Daniel Wall (Radom, 2 marzo 1982) è un cestista polacco.